# Sky Vertical City Dubai
Sky Vertical City Dubai será um edifício que será construído em Dubai, e suas obras começaram em 2011, e terminarão em 2027. Ele ficará situado em Dubai, e será o maior prédio do mundo, com 2.400 metros (2.4 Km) de altura e 400 andares. Será composto de quatro prédios (um no meio e três ao redor), e suas bases terão o tamanho de pequenas cidades brasileiras, e abrigará uma série de "micro cidades" independentes, que possuirão escritórios, casas, condomínios residenciais, supermercados, parques temáticos e muito mais. Terá uma parte de sua estrutura no mar, para a entrada de navios, barcos e lanchas.
A Cidade de Dubai Tower, também conhecida como a vertical da cidade de Dubai, é um projeto de arranha-céus gigantesco com a proposta anunciada em 25 de agosto de 2008. O super gigante, criado por um arquiteto para mostrar possivelmente tecnologias do futuro, é o terceiro edifício mais alto já totalmente imaginado após o X-Seed 4000 (4000 m) e a Torre Ultima (3217m). Se alguma vez construída, a cidade de Dubai Tower será muito mais alto do que qualquer outra estrutura atual homem, em quase três vezes a altura do Burj Dubai. A cidade de Dubai Tower seria quase sete vezes mais alto que o Empire State Building. O projeto tem 400 andares, um trem bala vertical agindo como o elevador principal com 200 km / h (125 mph). O design é inspirado na Torre Eiffel, para melhor lidar com as forças do vento enorme empurrando-o. Tem um núcleo central, com seis edifícios exteriores que estão ligados ao núcleo central de cada 100 andares. Este projeto tanto estabiliza a estrutura e espalha sua massa.
O City Tower Dubai é estimado a consumir 37.000 MWh de eletricidade por ano, com um pico de 15 MW. A energia será fornecida principalmente por fontes solar, térmica e eólica.

## Curiosidade
Se tal estrutura for construída, a situação retratada no filme O Quinto Elemento em que todos os edifícios são arranha-céus com mais de 2 km de altura e, que possuem tudo o tipo de serviços por não poder haver vida junto ao solo, começará a ser passada da ficção para a realidade.